# Вилхелм I фон Кирхберг
Вилхелм I фон Кирхберг († 10 август 1366) е граф на Кирхберг при Улм.
Той е син на граф Бруно II фон Кирхберг († сл. 1356) и съпругата му Луитгард фон Айхелбург († сл. 30 март 1356), дъщеря на граф Диполд фон Меркенберг-Айхелберг († 7 март 1270) и Агнес фон Хелфенщайн († сл. 1296), дъщеря на Еберхард III фон Шпиценберг-Зигмаринген, граф фон Хелфенщайн († сл. 1229). Вилхелм е внук на граф Конрад IV (III) фон Кирхберг († сл. 30 март 1315).
Брат е на Конрад V фон Кирхберг († сл. 1367), Берта фон Кирхберг († 22 юли 1371), омъжена пр. 20 септември 1341 г. за граф Хуго VI (VII) фон Монфор-Тостерс-Фелдкирх († 29 март 1359), и на Берта фон Кирхберг († 1351/1366), омъжена за Хайнрих фон Верденберг († сл. 1366).
Основаният от рода бенедиктински манастир Виблинген (днес част от Улм) е от 1093 до измирането на рода ок. 1489 г. гробница на графовете на Кирхберг.

## Фамилия
Вилхелм I фон Кирхберг се жени пр. 27 ноември 1336 г. за Агнес фон Тек (* ок. 1320/1330; † 26 септември 1384), дъщеря на херцог Лудвиг III фон Тек († 1334) и графиня Маргарета фон Труендинген († 1348).Те имат две дъщери:
- Агнес фон Кирхберг († пр. 12 март 1401/1407), наследничка на Кирхберг, омъжена за граф Улрих IV фон Мач-Кирхберг († пр. 28 септември 1402)
- Луитгард фон Кирхберг